# Nykøbing Mors
|  | Der er også andre byer med navnet Nykøbing eller Nyköping |
Nykøbing Mors er en by på det østlige Mors i Limfjorden med 8.941 indbyggere  (2024). Nykøbing ligger i Morsø Kommune og hører til Region Nordjylland.

## Geografi
Nykøbing er den største by på Mors og øens kulturelle centrum. Ca. halvdelen af øens beboere bor i området omkring Nykøbing. Byen ligger 6 km N for Sallingsundbroen, der forbinder Mors og Salling. Nykøbing Mors ligger 31 km N for Skive i Salling og 30 km SØ for Thisted i Thy.

## Historie

### Middelalderen
Nykøbing nævnes første gang den 13. juli 1299, da kongen, Erik Menved, under striden med kirken for sin gæld til ærkebispen tilbød Esger Juul blandt andet gods den "Købstad, som kaldes Nykjøbing paa Morsø". Den var da altså kongens by; senere har vel en af kongerne skænket en del af byen til det nærliggende, i det 14. århundredes slutning anlagte Dueholm Kloster, idet det i 1423 siges, at kongen og klosteret ejede største delen af byen, det vil sige at indbyggerne var deres vornede. Byen, hvis bebyggelse må antages at være begyndt midt i det 13. århundrede, havde fra først af ingen egen sognekirke, men uden for den lå der 2 landsbyer, Vettels og Venner, og for dem og Rolstrup var Sankt Clemens Kirke sognekirke. Patronatsretten til denne blev af biskoppen i Børglum, Sven, i slutningen af det 14. århundrede overladt til klosteret, der så gjorde den til Nykøbing sognekirke, og de nævnte byer gik op i den. At byen for en del skylder klosteret sin opkomst, kan vel ikke betvivles, og duen i seglet tyder også på det. Byen havde i middelalderen foruden et Helligåndskapel i det mindste eet gilde, et præstegilde, måske også et Sankt Gertruds Gilde. Også dens for sejlads og handel heldige beliggenhed har bidraget til dens fremme, og den har vistnok efterhånden indtaget en mere selvstændig stilling over for de gejstlige herrer. Dens handelsprivilegier blev flere gange bekræftede og udvidede af kongerne, således i 1460, i 1560 og i 1571.

### Renæssancen
Efter Reformationen blev klosterskolen, der oprindelig stod "mellem Byen og Møllen", flyttet til Nykøbing, hvor den bestod indtil 1739 som byens latinskole. Det var Vendsyssels første superintendent, Peder Thomsen, der skaffede byen skolen og som ophjalp den ved at henlægge kalentets eller præstegildets forskellige ejendele til skolens og kirketjenernes nytte.
I sommeren 1560 brændte hele byen (blandt andet "Provstegaarden") på 14 huse nær, hvorfor den ved brev af 3. juli samme år i tre år blev fritaget for al landsknægtehold og byskat, lige som den fik lov til at benytte det skib, som ellers skulle udrustes til rigets tjeneste, til at hente tømmer med. Den 4. februar 1573 eftergav Frederik II byen dens restance af tidligere års skatter, da borgerne ved ildebranden og anden skade var så forarmede, at de ikke kunne betale den.

### Under enevælden
Nykøbing vedblev langt op i nyere tid at være en lille by: i 1672 havde den kun 343 indbyggere og i 1769 547 indbyggere. Dens tilbagegang skyldes vistnok for en del tilbagevendende voldsomme ildebrande: den 20. oktober 1715 brændte den bedste del af byen omkring kirken, som led en del, og den 24. august 1 748 brændte 48 gårde tillige med kirketårnet. Den besværlige sejlads på Limfjorden hæmmede også al handel og omsætning. Et vendepunkt for Nykøbing (såvel som for Thisted) blev Agger Tanges gennembrud i 1825. Byen fik snart sit eget toldsted.

### Den tidlige industrialisering
Anlægget af Frederik VIIs Kanal ved Løgstør og senere jernbanen bragte byen yderligere fremgang.
Nykøbing havde omkring 1900 årlig 7 markeder: 1 i februar med heste og kvæg, 1 i marts og 1 i juni med heste, 1 i april med kreaturer, 1 i juli, 1 i september og 1 i oktober med heste, kvæg og får. Torvedag var hver lørdag, hveranden lørdag mellem Mikkelsdag og jul med levende kreaturer.
Af fabrikker og industrielle anlæg havde byen omkring midten af 1800-tallet: 1 bogtrykkeri, 1 stampemølle, der drives med dampkraft, 1 jernstøberi, 2 teglværker, 1 dampbrænderi, 2 ølbryggerier, 1 cikoriefabrik og 1 uldspinderi. Af fabrikker og industrier havde byen i 1872: 1 bogtrykkeri, 1 stampemølle, der drives med dampkraft, 1 jernstøberi, 2 teglværker, 2 ølbryggerier, 1 tobaksfabrik og 1 uldspinderi. Af fabrikker og industrielle anlæg havde byen omkring århundredeskiftet: 1 jernstøberi (N.A. Christensen & Co., omkring 240 arbejdere, årlig produktion omkring 10.000 kakkelovne, 5.000 komfurer, 40-50.000 gryder foruden andet støbegods), 1 cigar- og tobaksfabrik (Damborgs, omkring 150 arbejdere, årlig produktion 125.000 pund kardusskrå, 270.000 pund røgtobak, 20.000 pund spunden skrå og 3 mio. cigarer og cigaretter), 1 uldspinderi og klædefabrik, 1 rørvævsfabrik, 1 plovjernsfabrik, 2 ølbryggerier, 1 kalkværk, 1 teglbrænderi med mere samt 3 bogtrykkerier.
I Nykøbing blev udgivet 3 aviser: "Morsø Avis", "Morsø Folkeblad" og "Morsø Dagblad". 
Nykøbings befolkning var stigende i slutningen af 1800-tallet og begyndelsen af 1900-tallet: 1.398 i 1850, 1.746 i 1855, 2.034 i 1860, 2.246 i 1870, 2.723 i 1880, 3.607 i 1890, 4.492 i 1901, 6.060 i 1906 og 6.918 i 1911.
Efter næringsveje fordeltes folkemængden 1890 i følgende grupper, omfattende både forsørgere og forsørgede: 362 levede af immateriel virksomhed, 136 af jordbrug, 35 af gartneri, 133 af fiskeri, 165 af søfart, 1.383 af industri, 676 af handel, 519 af forskellig daglejervirksomhed, 121 af deres midler, og 77 nød almisse. Ifølge en opgørelse i 1906 var indbyggertallet 6.060, heraf ernærede 351 sig ved immateriel virksomhed, 367 ved landbrug, skovbrug og mejeridrift, 377 ved fiskeri, 3.245 ved håndværk og industri, 888 ved handel med mere, 439 ved samfærdsel, 155 var aftægtsfolk, 204 levede af offentlig understøttelse og 34 af anden eller uangiven virksomhed. Foruden byens hovederhverv, handel, håndværk og fabriksdrift, udgjorde jordbrug og fiskeri væsentlige næringsveje. Af stor betydning for byen havdeden i 1873 påbegyndte færgefart mellem Nykøbing og Glyngøre været. Ifølge Fiskeriberetningen beskæftigede fiskeriet 1897-98 24 både, der fiskede for en værdi af omkring 38.000 kr., særlig flynder, torsk, ål, også hummer og rejer.

### Mellemkrigstiden
Gennem mellemkrigstiden var Nykøbings indbyggertal overvejende stagnerende: i 1916 7.743, i 1921 8.352, i 1925 8.440, i 1930 7.982, i 1935 8.177, i 1940 8.119 indbyggere. Nogen forstadsudvikling skete ikke.
Ved folketællingen i 1930 havde Nykøbing 7.982 indbyggere, heraf ernærede 482 sig ved immateriel virksomhed, 3.023 ved håndværk og industri, 1.179 ved handel mm, 677 ved samfærdsel, 653 ved landbrug, skovbrug og fiskeri, 628 ved husgerning, 1.215 var ude af erhverv og 125 havde ikke oplyst indkomstkilde.

### Efterkrigstiden
Efter 2. verdenskrig fortsatte Nykøbing sin svage befolkningsvækst. I 1945 boede der 8.825 indbyggere i købstaden, i 1950 9.187 indbyggere, i 1955 9.293 indbyggere, i 1960 9.326 indbyggere og i 1965 9.127 indbyggere.

### Efter kommunalreformen i 1970
Nykøbing Mors var købstad, indtil dette begreb blev afskaffet med kommunalreformen i 1970. Her blev Nykøbing hovedby i Morsø Kommune, der desuden omfattede alle øens sognekommuner. Morsø Kommune forblev selvstændig efter kommunalreformen i 2007.

## Infrastruktur og transport
20. november 1873 overtog Nykøbing Kommune den ældgamle færgefart over Sallingsund efter at staten havde anlagt en færgehavn ved Glyngøre.
15. maj 1884 åbnedes Sallingbanen fra Skive til Glyngøre. 1. april 1885 overtog Statsbanerne færgeruten og begyndte at forberede dens udbygning til jernbanefærgerute, som blev åbnet 1. oktober 1889 sammen med jernbanestationen i Nykøbing.
Nykøbing Mors Station fik en betydelig godstrafik. Ved færgelejet lå der en ekspeditionsbygning til persontrafikken. Den findes stadig som restaurant på Jernbanevej 3. Stationens øvrige bygninger er revet ned, og stationsarealet er benyttet til vej, rådhus og plejehjem.
Ingen af planerne om at føre jernbanen videre hen over Mors blev realiseret, men et projekt om en statsbane fra Nykøbing til Solbjerg nåede at blive sat i gang. I retning af Tødsø blev der bygget 4 km banetracé uden skinner samt flere viadukter, bl.a. Højbro, der stadig findes vest for det tidligere stationsterræn.
I 1930'erne begyndte man at diskutere Sallingsundbroen. Spørgsmålet var, om jernbanen skulle føres til Nykøbing over broen, hvilket ville blive meget dyrt. Men en ren vejbro kunne koste Sallingbanen livet og blev først realiseret, da banen alligevel var på vej til at blive nedlagt.
Persontrafikken på Sallingbanen ophørte 23. maj 1971, og banen fortsatte som godsbane til 1979. Jernbanefærgen og dermed godstrafikken til Nykøbing ophørte 1. oktober 1977 - et halvt år før Sallingsundbroen stod færdig 30. maj 1978.
Det er gratis at køre med de lokale busser på øen. Det er dog kun buskørsel på selve øen, der er gratis. Buskørsel der kører udover øen, til eks. Skive og Thisted skal der indløses billet til.

## Erhverv
- Morsø Jernstøberi blev grundlagt i 1853 som N.A. Christensens Jernstøberi, der producerede alt fra staldvinduer og gravkors til komfurer, potter og pander. I dag producerer virksomheden brændeovne, der sælges i hele verden.[19]
- Royal Consul Europe blev grundlagt i 1958 for at distribuere symaskiner i Danmark og andre lande.[20] Consol Solcenter åbnede det første solcenter i 1978, og nu er der mere end 250 i Danmark, England, Skotland, Tjekkiet og Tyskland.[21] Firmaerne har stadig hovedsæde i Nykøbing.
- Hama blev grundlagt i 1961 som Malte Haaning Plastic, der lavede sugerør og andre plasticartikler. I dag er hovedproduktet rørperler, der sælges til over 50 lande i hele verden.[22]
- BILA, en automations- og robotteknologivirksomhed, der blev grundlagt i 1988

## Uddannelse
- Dueholmskolen
- Morsø Gymnasium
- EUC Nordvest som har handelsskole og HG-uddannelse
- Landbrugsskolen
- Morsø Produktionsskole der tilbyder EGU (Erhvervsgrunduddannelsen).

## Kultur
En af Danmarks ældste biografer ligger i hjertet af Nykøbing. Bio Mors blev åbnet 2. november 1924 i en dristig arkitektur med sandstenssøjler og indrettet med marmor og ædelt træ, de bedste teaterstole og et moderne varmesystem. Siden starten af 1980'erne har den været den eneste biograf på Mors. Den var ved at gå ned i starten af 1990'erne, men drives nu af en forening med ca. 80 aktive medlemmer.
Limfjordsteatret var tidligere egnsteater for Viborg Amt, men efter nedlæggelse af amterne er det nu egnsteater for Morsø og Skive Kommuner og har et tæt samarbejde med Thisted Kommune. Det er et professionelt teater, der turnerer hele landet rundt. Teaterbygningen er desuden ramme om flere koncerter året rundt, arrangeret i samarbejde med Morsø Musikforening.

### Attraktioner og seværdigheder
Dueholm Kloster er en af byens ældste nuværende bygninger og omtales første gang, da den bliver overdraget til Johanniterordenen i 1370 af biskop Svend. Siden 1909 har klosteret huset Morslands Historiske Museum, der også rummer Morsø Lokalhistoriske Arkiv.
Dansk Støberimuseum er også en afdeling af Morslands Historiske Museum. Det fortæller Morsø Jernstøberis historie fra 1853 til nu og er indrettet i nogle af de bevarede fabriksbygninger, hvor bl.a. de velkendte Morsø-brændeovne blev fremstillet.
Nordens største blomsterpark, Jesperhus ligger lige udenfor Nykøbing og indbefatter udover blomsterpark med junglezoo også feriecenter med campingplads, svømmehal, bowlingcenter osv.
Dansk Skaldyrcenter er en forsknings- og udviklingsinstitution, der har til huse i Morsø Skibsværfts tidligere faciliteter på Ørodde og ligger midt i det område, hvor man i generationer har fisket muslinger, østers og andre skaldyr. Hvert år afholdes der Skaldyrsfestival, der trækker mange folk til byen for at smage på alt godt fra Limfjorden.

### Sport
En af Danmarks ældste idrætsforeninger, Nykøbing Mors IF, holder til i byen. Byen er også hjemsted for håndboldligaklubben Mors-Thy Håndbold, der tidligere hed HF Mors. Den holder til i det nybyggede kulturcenter, Jyske Bank Mors Arena.

## Venskabsbyer
- Kankaanpää
- Flekkefjord
- Bollnäs
- Bukoba
- Misburg-Anderten (en bydel i Hannover)

## Notabiliteter

### Aksel Sandemose
Nykøbing Mors er kendt som fødested for Aksel Sandemose. Han har opnået en vis herostratisk berømmelse for at have inspireret Janteloven. Det er dog næppe helt retfærdigt at identificere byen med den fiktive by Jante fra værket En flygtning krydser sit spor, da Sandemose ved flere lejligheder udtrykker sig positivt om byen i sine værker.

### Andre
- Thomas Dalgaard, fodboldspiller
- Tommy Troelsen, fodboldspiller og tv-vært
- Henning Enoksen, fodboldspiller
- Kaj Kvistgaard Poulsen, fodboldspiller
- Henriette Mikkelsen, håndboldspiller
- Mogens Jensen, folketingsmedlem for Socialdemokratiet
- Asbjørn Riis, wrestler
- Rikke Wölck, skuespiller
- Poul Ørum, forfatter
- Lasse Frisk, rapper og filmskaber
- Kasper Villaume, pianist og komponist
- Finn Have, kunstmaler
- Poul Erik Søe, journalist, forfatter og højskoleforstander
- Malte Houe, filmskaber
- Anne Plejdrup, reality deltager

En lang række kunstnere har valgt at bosætte sig i Nykøbing Mors, heriblandt forfatterne Jens Smærup Sørensen og Knud Sørensen.